# Restrepia renzii
Restrepia renzii är en orkidéart som beskrevs av Carlyle August Luer. Restrepia renzii ingår i släktet Restrepia och familjen orkidéer. Inga underarter finns listade i Catalogue of Life.